# آدان خودوروفسکی
آدان خودوروفسکی (انگلیسی: Adán Jodorowsky؛ زادهٔ ۲۹ اکتبر ۱۹۷۹) موسیقی‌دان، کارگردان و بازیگر فرانسوی-مکزیکی است. وی فرزند آلخاندرو خودوروفسکی است.
او از سال ۲۰۰۶ میلادی تاکنون مشغول فعالیت است و از فیلم‌هایی که در آن نقش داشته‌است، می‌توان به دو روز در پاریس، خون مقدس، رقص واقعیت و شعر بی‌پایان اشاره کرد.